# Jesse Jackson

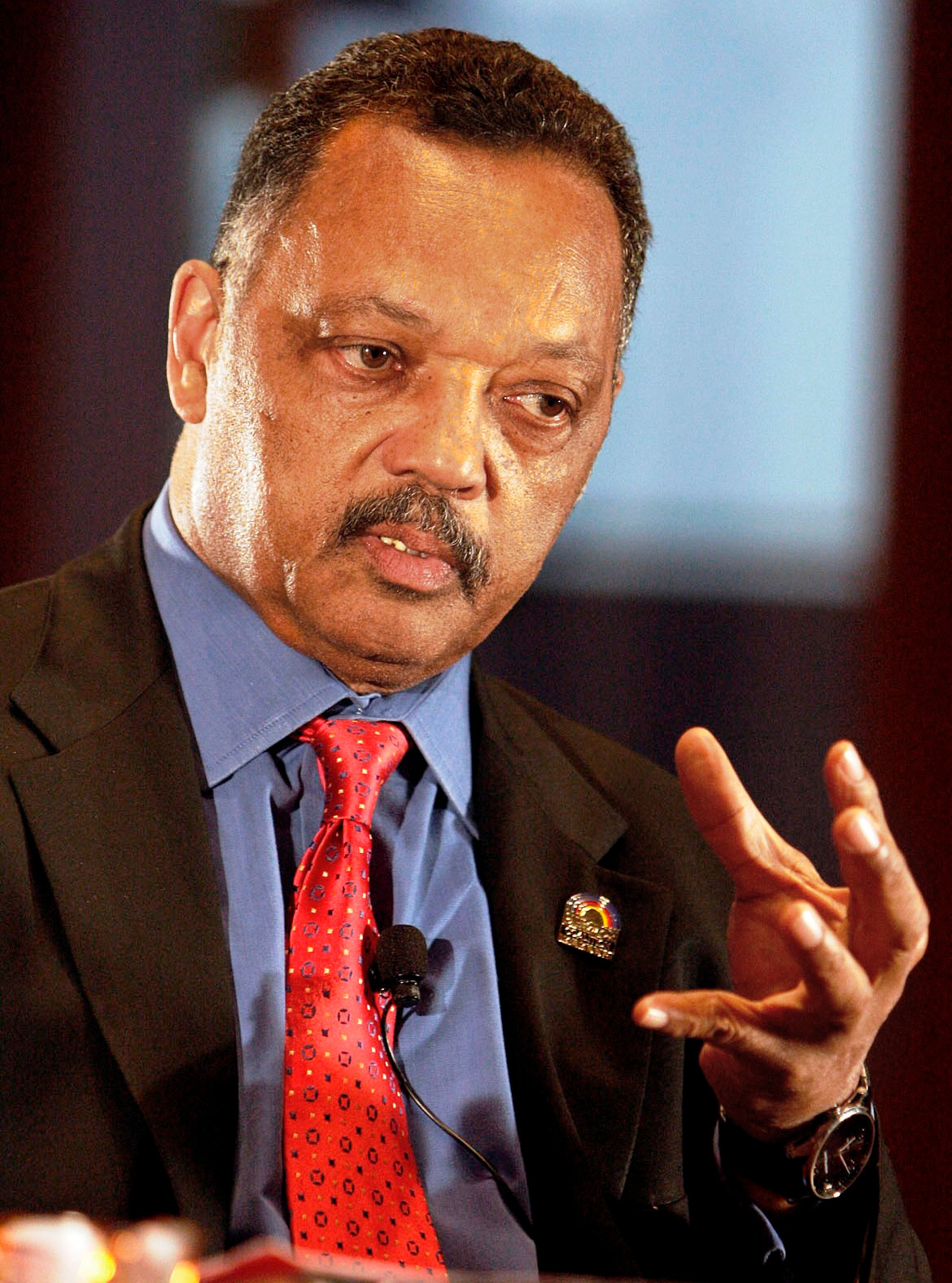
Jackson in der University of Chicago (2009)

Jesse Louis Jackson, Sr. (* 8. Oktober 1941 in Greenville, South Carolina, als Jesse Louis Burns) ist ein US-amerikanischer Politiker, Aktivist, Bürgerrechtler und Baptistenpastor. 1984 und 1988 bewarb er sich erfolglos für die Präsidentschaftskandidatur der Demokratischen Partei.

## Kindheit und Jugend
Jackson wurde in Greenville, South Carolina geboren. Seine Eltern waren Helen Burns (1924–2015), eine damals sechzehnjährige Schülerin, und ein verheirateter Nachbar, der dreiunddreißigjährige ehemalige Boxer Noah Louis Robinson. Ein Jahr nach der Geburt von Jesse heiratete Helen Charles Henry Jackson, einen Postangestellten, der den Jungen später adoptierte. Jackson hatte bereits in der Schule Baseball gespielt und ein Stipendium für gute Sportler ermöglichte ihm das Studium. Die Identität seines biologischen Vaters wurde ihm erst als Schüler bekannt. Ein ausgeprägtes Ego und ein großes Streben um Anerkennung trotz seiner unehelichen Herkunft gilt als wesentlicher Antrieb Jacksons. Sein Halbbruder Noah Robinson wurde später erst als Geschäftsmann zum Millionär und dann wegen Drogengeschäften (vgl. Black P. Stones bzw. El Rukn in Chicago) und Mordkomplotten zu langjährigen Gefängnisstrafen verurteilt.
Nach dem Besuch der University of Illinois und der North Carolina Agricultural and Technical State University begann er ein Theologiestudium am Theologischen Seminar von Chicago und trat der Southern Christian Leadership Conference unter Führung von Martin Luther King bei. Er war beim Attentat auf King anwesend, als dieser am 4. April 1968 in Memphis erschossen wurde. Er wurde ordiniert, obwohl er sein Studium nie abschloss. Seine Behauptung, King sei in seinen Armen gestorben, stellte sich als falsch heraus. Jackson trat in den Folgetagen mit einem blutbefleckten Pullover im Fernsehen auf.

## Aktivitäten

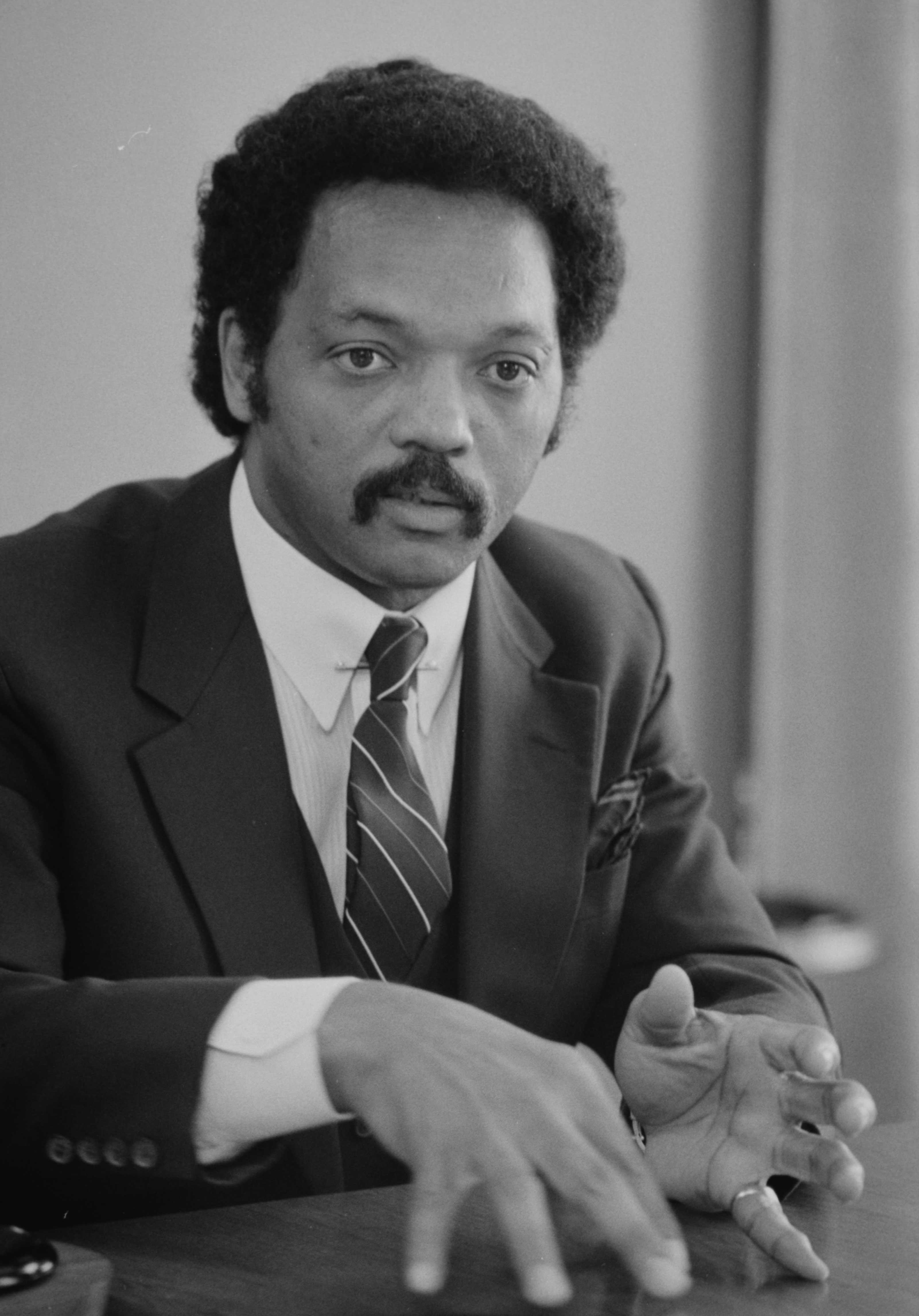
Jackson 1983

Jackson gründete zwei gemeinnützige Organisationen, 1971 „PUSH“ (People United to Serve Humanity) und 1984 die „Rainbow Coalition“ (Regenbogenkoalition). Beide Gruppen wurden 1996 vereinigt. In den 1980er-Jahren war er der bekannteste afroamerikanische Politiker und wurde ein Vertreter der Bürgerrechte. Da sich Jackson auch als Anwalt der Afrikaner betrachtete, besuchte er beispielsweise 1972 das westafrikanische Liberia.
Jackson hat in den 1970er Jahren, insbesondere nach der Roe-v.-Wade-Entscheidung, die in der schwarzen Community umstrittene Abtreibung bekämpft und dies unter anderem mit einer PUSH-Kampagne religiös untermauert. Später unterstützte er das Recht auf Abtreibung ohne Einmischung des Staates.
Jackson war an mehreren Verhandlungen mit ausländischen Staatsführern beteiligt, um die Freilassung amerikanischer Gefangener zu erreichen. So traf er Fidel Castro, Saddam Hussein und Slobodan Milošević. 1984 wurde der Marinepilot Robert Goodman von Syrien freigelassen. Ein Angebot, Botschafter in Südafrika zu werden, lehnte er ab.
Jackson war für seine Kampagnen bekannt, wurde über Jahrzehnte nie in ein öffentliches Amt gewählt. Von 1991 bis 1997 fungierte Jackson als Shadow Senator für die Bundeshauptstadt Washington, D.C.; dieses eher symbolische politische Amt, das im Bundesdistrikt allerdings offiziell gewählt wird, soll die Bemühungen Washingtons um ein volles Stimmrecht im Kongress unterstreichen. Jacksons Sohn Jesse Jr. wurde als Mitglied des Repräsentantenhauses auch Politiker und später wegen Missbrauchs von Wahlkampfgeldern zu einer Gefängnisstrafe verurteilt.
Jackson ist ebenfalls als leidenschaftlicher Redner in der Tradition von afroamerikanischen und Südstaaten-Prediger bekannt. Er sprach auf dem Millionen-Mann-Marsch von 1995 und nahm während der knappen Wahlentscheidung im Jahr 2000 an pro-demokratischen Demonstrationen in Florida teil. Er erschien 2003 auch auf mehreren Demonstrationen gegen den Irakkrieg.

## Politisches Engagement
1984 bewarb sich Jackson für die Präsidentschaftskandidatur der Demokratischen Partei. Mit 3,5 Millionen Stimmen wurde er unerwartet Dritter bei den parteiinternen Vorwahlen nach Gary Hart und Walter Mondale, der die Nominierung gewann. Seine Teilnahme steigerte die Bedeutung der schwarzen Wählerschaft für die Partei.
Jackson, der selbst vorher versucht hatte, die republikanische Partei für schwarze Wähler offener zu machen, erlebte in der Folge einen deutlichen Bruch mit konservativen und israelfreundlichen Wählern. Unter anderem kam es zu Konflikten um Jacksons arabische Verbindungen. Der sogenannte Hymie-Vorfall – Jackson hatte in einem Gespräch mit einem schwarzen Reporter der Washington Post New York mit einem antisemitischen Schlagwort (Hymie-Town) beschrieben – war ein heftiger Rückschlag für seine Kampagne. Er bemühte sich um versöhnliche Gesten in der Folge, aber die Beziehungen zur jüdischen Gemeinde blieben belastet. Auch die Verbindungen und Verbrechen seines Halbbruders belasteten seine Kampagnen. Bill Clinton wies später eine Bitte Jacksons, den Halbbruder zu begnadigen, zurück, während er andere Vorschläge Jacksons für präsidentielle Pardons genehmigte.
Auch 1988 bewarb er sich um die Präsidentschaftskandidatur. Während seiner Kampagne argumentierte er, dass die republikanische Politik von Präsident Ronald Reagan die Uhr für die Bürgerrechte und die Armen in den Städten zurückdrehe. Er konnte sein Ergebnis von 1984 deutlich auf 6,9 Millionen Stimmen ausbauen und lag zeitweise bei den gewonnenen Delegiertenstimmen vorn. Am Ende unterlag er aber trotz 11 gewonnener Bundesstaaten Michael Dukakis.
Jackson, der seit 1963 verheiratet ist, hatte 2001 eine Affäre mit einer jungen Angestellten, aus der ein Kind hervorging. Dies bewog ihn, für eine kurze Zeit von seinen Aktivitäten Abstand zu nehmen. Im November 2017 gab Jackson bekannt, an Parkinson zu leiden.

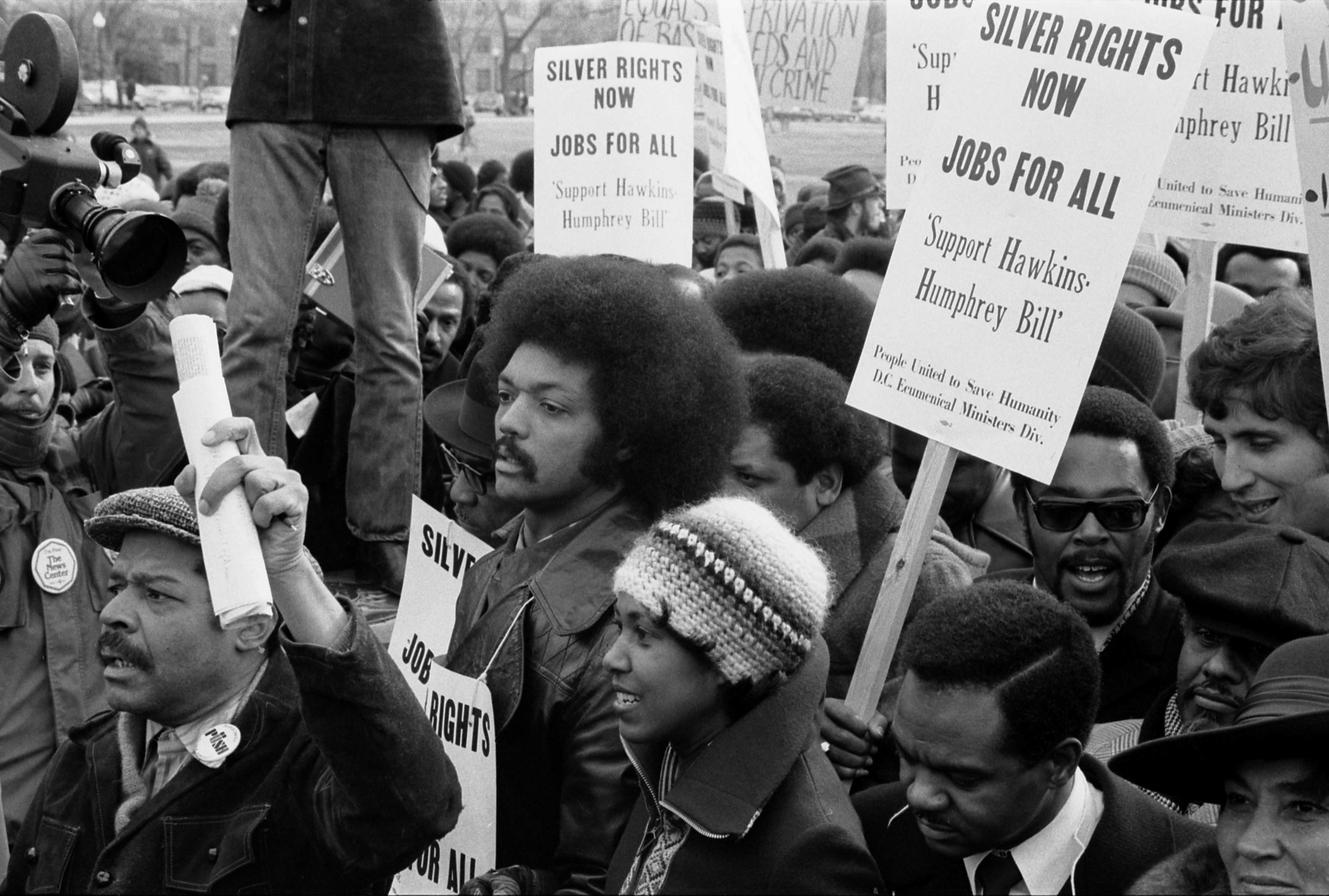
Bei einer Demonstration 1975

### Innerparteiliche Positionen
Jesse Jackson stand dem „Dritten Weg“ oder der eher gemäßigten Politik von Bill Clinton anfangs kritisch gegenüber. Er wurde dennoch zeitweise ein Verbündeter Clintons. Beim sogenannten Sister Souljah moment distanzierte sich Clinton aber indirekt von Jackson. Souljah hatte in Zusammenhang mit den Unruhen in Los Angeles 1992 mit der Aussage "If black people kill black people every day, why not have a week and kill white people?" für Aufsehen gesorgt, Jackson hatte sie in seine sogenannte Rainbow Coalition aufgenommen. Bill Clinton kritisierte beides in der Öffentlichkeit und setzte sich damit vernehmlich von Extremisten in der eigenen Partei ab.
Jesse Jackson stand Barack Obama lange Zeit kritisch gegenüber. So warf er ihm 2007 unter anderem vor, sich wie ein Weißer zu benehmen.
Nach einem TV-Interview im Jahre 2008 äußerte Jackson, bei noch unwissentlich eingeschaltetem Mikro: "Ich würde ihm am liebsten die Eier abschneiden". Auf der Siegesfeier nach der gewonnenen Präsidentschaftswahl in Chicago, am 4. November 2008, sah man ihn allerdings in der Menge stehen und Barack Obamas Rede mit Tränen in den Augen folgen.

## Ehrungen
Am 9. August 2000 überreichte Präsident Bill Clinton Jackson die Freiheitsmedaille („The Presidential Medal of Freedom“), die höchste zivile Auszeichnung in den USA.
Im Jahr 2002 führte Molefi Kete Asante ihn in der Liste der „100 Greatest African Americans“.

## Rezeption
Kurze Ansprachen von Jesse Jackson sind bereits ab den 1960ern auf Langspielplatten zu finden. So bevorwortete der Reverend das Live-Album Country Preacher des Cannonball Adderley Quintet und sprach auch das Abschlussgebet We Shall Overcome. Das Jazz-Album war während einer Benefizveranstaltung zugunsten der von Jackson geleiteten Operation Breadbasket aufgenommen worden. Jacksons kämpferischer Ausruf „You got to walk tall, walk tall!“ (in etwa „Geht aufrecht euren Weg!“) leitete das Album ein und gab dem Stück auch seinen Titel Walk Tall.
Als das auf Soul spezialisierte Plattenlabel Stax am 20. August 1972 mit Wattstax eine Art schwarzes Woodstock veranstaltete, war Jesse Jackson als Redner eingeladen. Teile seiner Begrüßungsansprache verwendete die schottische Band Primal Scream als Textelemente in ihrem Zehn-Minuten-Stück Come Together, zu finden auf dem von Andrew Weatherall produzierten Album Screamadelica von 1991. Mit seiner Ankündigung des Gesangsquartettes The Soul Children und dessen Stück I Don’t Know What This World Is Coming To schaffte es Jesse Jackson seinerzeit auch auf den dazugehörigen Festival-Sampler. Das kurze Exzerpt „Brothers and sisters, I don’t know what this world is coming to“ ist seitdem unzählige Male gesampelt worden, unter anderem von Public Enemy in Rebel Without a Pause und von M/A/R/R/S in Pump Up the Volume (UK Remix). Die Seite WhoSampled.com listet 149 Titel dazu auf.
Sein auf derselben Veranstaltung Mantra-artig wiederholt Slogan „I am somebody!“ leitet das Lied Hanna Hanna (1984) der englischen Band China Crisis ein.
Der britische Musik-Produzent Mad Professor verwendete einen kurzen Auszug aus Jacksons 1984 Democratic National Convention Address und setzte das Sample an den Anfang seines Dub-Tracks Basking in Colonialism (auf Anti-Racist Dub Broadcast: Black Liberation Dub, Chapter 2, 1995):

“Our mission: to feed the hungry; to clothe the naked; to house the homeless; to teach the illiterate; to provide jobs for the jobless; and to choose the human race over the nuclear race.”

„Unsere Mission: den Hungrigen Essen zu geben, den Nackten Kleidung, den Obdachlosen ein Dach über dem Kopf, den Analphabeten Unterricht und den Arbeitslosen Arbeit. Wir setzen auf den Menschen (human race) und nicht auf atomares Wettrüsten (nuclear race).“

## Diskografie (Auswahl)
- 1969: Cannonball Adderley Quintet feat. Jesse Jackson – Country Preacher (Capitol)
- 1971: Jesse Jackson – I Am Somebody (Respect)
- 1972: Wattstax (Stax)
  - Jesse Jackson – Introduction / I Am Somebody
  - The Soul Children feat. Jesse Jackson – I Don’t Know What this World Is Coming to[17]
  - Fred Williamson und Jesse Jackson – Ansprache
- 1990: Stetsasonic – A.F.R.I.C.A. (Go! Beat/Go! Discs)[18]
- 1995: Mad Professor feat. Jesse Jackson – Basking in Colonialism (Ariwa Sounds)